# Mike Mareen
Mike Mareen (né le 9 novembre 1949 à Berlin, de son vrai nom Uwe-Michael Wischhof) est un chanteur pop et producteur allemand. Au milieu des années 1980, il a connu quelques succès dans le style Italo disco.

## Biographie
Uwe-Michael Wischhoff a grandi à Lunebourg. En tant que batteur du groupe Cemetery Institution, il s'est produit entre autres au Star-Club de Hambourg. Plus tard, il est devenu marin et est ainsi arrivé aux États-Unis, où il a vécu plusieurs années à New York et a joué dans quelques groupes. De retour en Allemagne, il prend des cours de théâtre et de piano. Sous le nom de Mike Mareen, il sort en 1974 le single Für dich fang ich heut' ein neues Leben. D'autres sorties suivent, dont Mama Leone en 1976, qui ne devient un tube que deux ans plus tard, dans la reprise chantée par Bino. En 1982, Mareen fonde le label Night 'n' Day afin d'aider les jeunes artistes à se lancer dans le monde de la musique. En 1985, avec le soutien des producteurs Chris J. Evans et Ironside, le single d'Italo disco Dancing in the Dark est sorti et a atteint la première place des charts dance dans 27 pays.
Sa percée commerciale a lieu à l'été 1986 avec le single Love Spy, qui atteint la 98e place des charts australiens en décembre 1986, le top 20 des singles allemands, et le top 50 des charts Hot Dance américains. Au début de 1987, le single suivant Agent of Liberty, se hisse dans le top 30 allemand,, puis il publie le single Stand Up en 1988.
Parallèlement à sa carrière de chanteur, Mareen a également travaillé comme producteur, notamment pour le chanteur italien Silvano Pulignano (DJ's Project) et le projet d'Italo disco, pour le quadruple champion du monde de speedway sur sable Egon Müller alias Amadeus Liszt, ainsi que pour la chanteuse canadienne Shipra. Mareen a également été indirectement liée à Drafi Deutscher.
Après une longue pause, l'album de retour Darkness and Light sort en 2004. En outre, Mareen a de nouveau donné des concerts, par exemple en 2004 au Mexique devant environ 25 000 personnes et fin 2005 à Moscou et Saint-Pétersbourg, en Russie, devant 35 000 spectateurs chacun.

## Discographie

### Albums studio
- 1979 : Mike Mareen 70’s
- 1985 : Dance Control
- 1986 : Love Spy Remix
- 1987 : Let’s Start Now
- 1988 : Synthesizer Control
- 2004 : Darkness and Light - The Album (vs. Da-Freaks)

### Compilations
- 1998 : The Best of Mike Mareen
- 2002 : DeLuxe Collection
- 2007 : Greatest Hits
- 2010 : Essential (double CD)

### Singles
- 1974 : Für dich fang ich heut’ ein neues Leben an
- 1975 : Wo bist du gestern gewesen?
- 1976 : Mama Leone
- 1976 : England, England
- 1977 : Sunshine of Your Smile
- 1977 : Hey, Galaxy Man
- 1979 : Here Comes the Music
- 1983 : Cecilia
- 1984 : Dancing in the Dark
- 1985 : Here I Am (Megatrain-Mix)
- 1985 : Double Trouble
- 1986 : Love-Spy
- 1986 : Agent of Liberty
- 1987 : Don't Talk to the Snake
- 1987 : Powerplay / Cecilia
- 1988 : Stand Up
- 1988 : Lady Ecstasy
- 1989 : Right into My Heart
- 1993 : Love Spy / Back to Spy (sous Mareen)
- 1999 : TV Talk 2000
- 2003 : Love Spy Reloaded 2004 (vs. Da-Freaks)

## Filmographie
- 1992 : Herzsprung[6]